# 1995 год в истории железнодорожного транспорта
1995 год в истории железнодорожного транспорта

## События
- 21 августа — в Индии в штате Уттар-Прадеш произошло столкновение двух пассажирских поездов. Погибли порядка 350 человек[1].
- 9 октября — близ Паоло Верде в штате Аризона произошло крушение поезда.
- Основаны Железные дороги Якутии.
- 1 декабря — открылась Цзитунская железная дорога, на которой 100 % перевозок осуществлялось паровозами.

## Новый подвижной состав

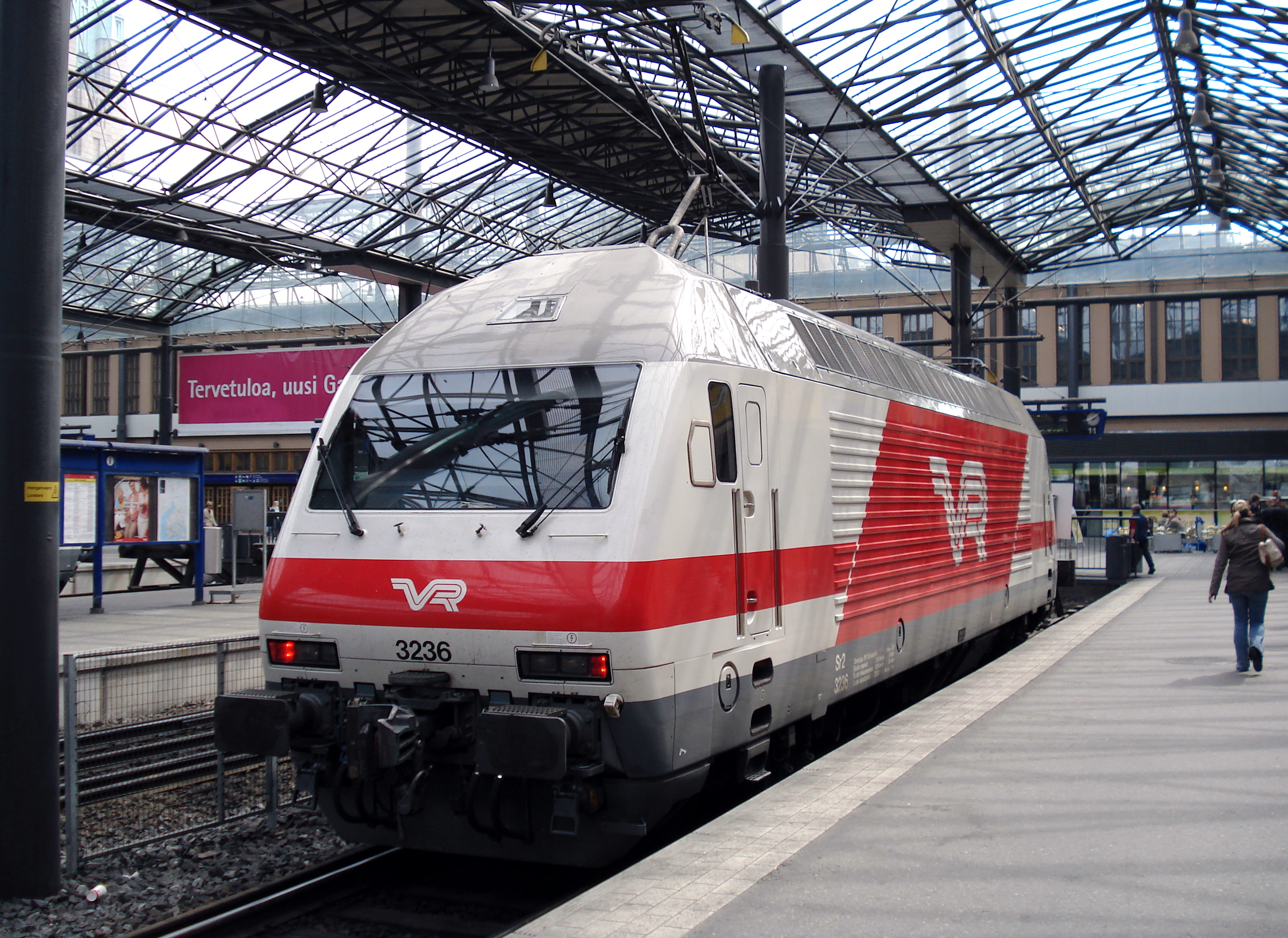
Электровоз Sr2

- В Японии начат выпуск электропоездов Синкансэн серии E2.
- Во Франции начат выпуск двухэтажных электропоездов серии TGV Duplex.
- В Швейцарии на заводах компании ABB начат выпуск электровозов серии Sr2.
- В России на  ДМЗ начат выпуск электропоездов серий ЭД9 и ЭД4.